# Журуена (река)
Журуена (на португалски: Rio Juruena) е река в централната част на Бразилия, в щатите Мато Гросо и Амазонас, лява съставяща на Тапажос, десен приток на Амазонка. Дължината ѝ е 1240 km, а площта на водосборния басейн – 191 780 km² (38,8% от водосборния басейн на Тапажос).
Река Журуена води началото си на 676 m н.в. от северния склон на масива Сера дос Паресис (крайната западна част на Бразилското плато), в непосредствена близост до Бразилското Трансамазонско шосе. По цялото си протежение тече в северна посока по най-рядко населените райони на Бразилското плато, образувайки множество бързеи и прагове (най-голям Ребожу). Последните около 170 km служи за граница между щатите Мато Гросо и Амазонас. При малкото градче Бара де Сао Мануел, на 100 m н.в. се съединява с идващата отдясно река Телис-Пирис и двете заедно дават началото на голямата и мощна река Тапажос (десен приток на Амазонка). Основни притоци: леви – Жуйна, Камараре; десни – Рио Верди, Санги (470 km), Аринус (760 km), Сао Томе. Подхранването ѝ е предимно дъждовно, с ясно изразено пълноводие през март и април и маловодие от август до октомври.